# Sophie Linn
Sophie Linn (* 13. März 1995 in Adelaide) ist eine australische Triathletin und Olympiateilnehmerin (2024).

## Werdegang
Sophie Linn startete 2022 bei den Commonwealth Games: Sie wurde Fünfte bei den Frauen und gewann mit der australischen Mannschaft die Bronzemedaille.
Im April 2023 wurde die 28-Jährige in London Weltmeisterin der Arena Games Triathlon (E-Sport-Weltmeisterin), neben dem Südafrikaner Henri Schoeman bei den Männern.
Bei den Olympischen Sommerspielen 2024 in Paris belegte sie im Juli als beste Australierin den 21. Rang.

## Sportliche Erfolge
| Datum/Jahr    | Rang | Wettbewerb                                | Austragungsort | Zeit     | Bemerkung                                                                            |
| ------------- | ---- | ----------------------------------------- | -------------- | -------- | ------------------------------------------------------------------------------------ |
| 12. Juli 2025 | 27   | ITU World Championship Series 2025        | Hamburg        | 00:57:32 |                                                                                      |
| 5. Aug. 2024  | 12   | Olympische Sommerspiele 2024, Mixed Relay | Paris          | 01:28:50 | in der gemischten Staffel mit Luke Willian, Natalie Van Coevorden und Matthew Hauser |
| 31. Juli 2024 | 21   | Olympische Sommerspiele 2024              | Paris          | 01:58:52 |                                                                                      |
| Apr. 2023     | 1    | Arena Games Triathlon                     | London         |          |                                                                                      |
| 31. Juli 2022 | 3    | Commonwealth Games 2022 Mixed Relay       | Birmingham     | 01:17:29 | gemischte Staffel, mit Jacob Birtwhistle, Natalie Van Coevorden und Matthew Hauser   |
| 29. Juli 2022 | 5    | Commonwealth Games 2022                   | Birmingham     | 00:57:08 | hinter Flora Duffy                                                                   |
| 3. Apr. 2022  | 1    | OTU Oceania Triathlon Cup                 | Gold Coast     | 01:00:11 |                                                                                      |
| 26. Feb. 2022 | 3    | OTU Triathlon Championships               | Devonport      | 01:02:33 | Dritte beim Oceania Triathlon Cup                                                    |

(DNF – Did Not Finish)